# Algimantas Kirkutis
Algimantas Kirkutis (ur. 6 lutego 1954 w Kownie) – litewski lekarz, nauczyciel akademicki i polityk, profesor, poseł na Sejm Republiki Litewskiej.

## Życiorys
W 1978 ukończył studia medyczne w Instytucie Medycznym w Kownie. W 1992 uzyskał habilitację, a w 1993 objął profesurę na macierzystej uczelni. Specjalizował się w zakresie kardiologii. W latach 1978–1993 pracował w szpitalu uniwersyteckim. Od 1989 do 1993 był dyrektorem generalnym przedsiębiorstwa Cordelectro. Od 1993 zatrudniony jako lekarz i kierownik laboratorium diagnostyki i leczenia arytmii serca w szpitalu w Kłajpedzie. Inicjator powołania wydziału nauk o zdrowiu na Uniwersytecie Kłajpedzkim. W latach 1998–2010 pełnił funkcję jego dziekana, później objął stanowisko kierownika katedry edukacji medycznej na tej uczelni.
W wyborach w 2016 z ramienia Litewskiego Związku Rolników i Zielonych uzyskał mandat posła na Sejm Republiki Litewskiej. W 2020 związał się z nowym ugrupowaniem pod nazwą Związek Chrześcijański.